# Лукін Іван Прокопович
Іва́н Проко́пович Лукі́н (1914, Російська імперія — 19??, УРСР) — радянський футбольний тренер, відомий за роботою у дніпропетровському «Металурзі».

## Життєпис
Брав участь у бойових діях Другої світової війни. У 1946 році увійшов до тренерського штабу Миколи Лущицького, що очолив дніпропетровську «Сталь». На тренерів команди було покладено складне завдання створення боєздатного колективу з місцевих вихованців.
|                              | На перше тренування прийшли 13 футболістів. Зовнішній вигляд їх залишав бажати кращого, але в очах кожного горіло бажання грати. Хлопці пробігли два кола й зупинилися знесилені. Чекають вказівок, але ніхто не скаржиться. Мені стало ясно: вони просто виснажені до межі. Тренування довелося припинити, й дати їм дводенний відпочинок |
| — Іван Лукін, тренер «Сталі» | |

У 1947 році Лукін виконував обов'язки начальника команди (за деякими даними певний час був навіть старшим тренером клубу). У 1949 році, після перейменування «Сталі» на «Металург», очолив команду, разом з якою зайняв 9-те місце серед 18 команд української зони 2-ї групи чемпіонату СРСР.